# Roberta Pinotti
Roberta Pinotti (Genua, 20 mei 1961) is een Italiaanse politica van de Democratische Partij. Ze was onder meer staatssecretaris van Defensie (2013–2014) en aansluitend minister van Defensie (2014–2018) in de Italiaanse regering. Sinds 2008 zetelt ze in de Senaat van de Republiek.

## Biografie
Pinotti behaalde een universitaire graad in geesteswetenschappen en werd daarna lerares in het middelbaar onderwijs. Aan het begin van de jaren negentig begon ze haar politieke loopbaan bij de Italiaanse Communistische Partij. Na de val van het communisme werd haar partij ontmanteld en sloot ze zich aan bij de Democratische Partij.
Ze klom in de politiek op via het lokale kader. Aanvankelijk bekleedde ze enkele posten voor de provincie Genua en van 1993 tot 1997 was ze portefeuillehouder (cancelliere) voor onderwijs, jeugd en sociaal beleid.
Bij de Italiaanse parlementsverkiezingen van mei 2001 werd Pinotti gekozen in de Kamer van Afgevaardigden. Haar mandaat werd bij de verkiezingen in 2006 verlengd. Pinotti bekleedde enkele posities op het gebied van defensie die tot dan altijd door mannen waren bezet. Zo werd ze in 2006 verkozen tot eerste vrouwelijke voorzitter van de defensiecommissie van de Kamer.
In april 2008 stapte Pinotti over van de Kamer van Afgevaardigden naar de Senaat van de Republiek, waar zij eerst Ligurië vertegenwoordigde en na 2018 Piëmont. In de Senaat werd zij in 2020 voorzitter van de commissie voor Defensie, nadat zij hiervan sinds 2010 al vicevoorzitter was geweest. Gedurende deze laatste functie was ze verantwoordelijk voor de hervormingen van de militaire gedragscodes en de verbanning van clusterbommen uit het Italiaanse militaire arsenaal.
Op 3 mei 2013 trad ze toe tot de Italiaanse regering, toen ze werd aangesteld als staatssecretaris van Defensie in het kabinet van premier Enrico Letta. Toen op 22 februari 2014 een nieuwe regering aantrad onder leiding van Matteo Renzi, werd Pinotti benoemd tot minister van Defensie. Dit ambt bekleedde ze ruim vier jaar, ook in het kabinet van Paolo Gentiloni (2016–2018).
Tijdens haar ministerschap trad Italië toe tot de European Air Transport Command, een Europese samenwerking van op dat moment zeven militaire luchttransportvloten. In februari 2014 dreigde Pinotti met militaire actie in Libië indien de diplomatie om de extremistische beweging Islamitische Staat in dat land een halt toe te roepen, zou falen.
Naast het Italiaans beheerst Pinotti het Frans en Spaans. In 2008 werd ze onderscheiden met de opname in het Franse Légion d'honneur.